# Microhyla sholigari
Microhyla sholigari là một loài ếch trong họ Microhylidae, nó là một loài đặc hữu của miền nam Ấn Độ. Nó được phát hiện tại đồi Biligirirangan, ở huyện Chamarajanagar, bang Karnataka và được đặt tên theo tên của bộ lạc Soliga.

## Hình ảnh

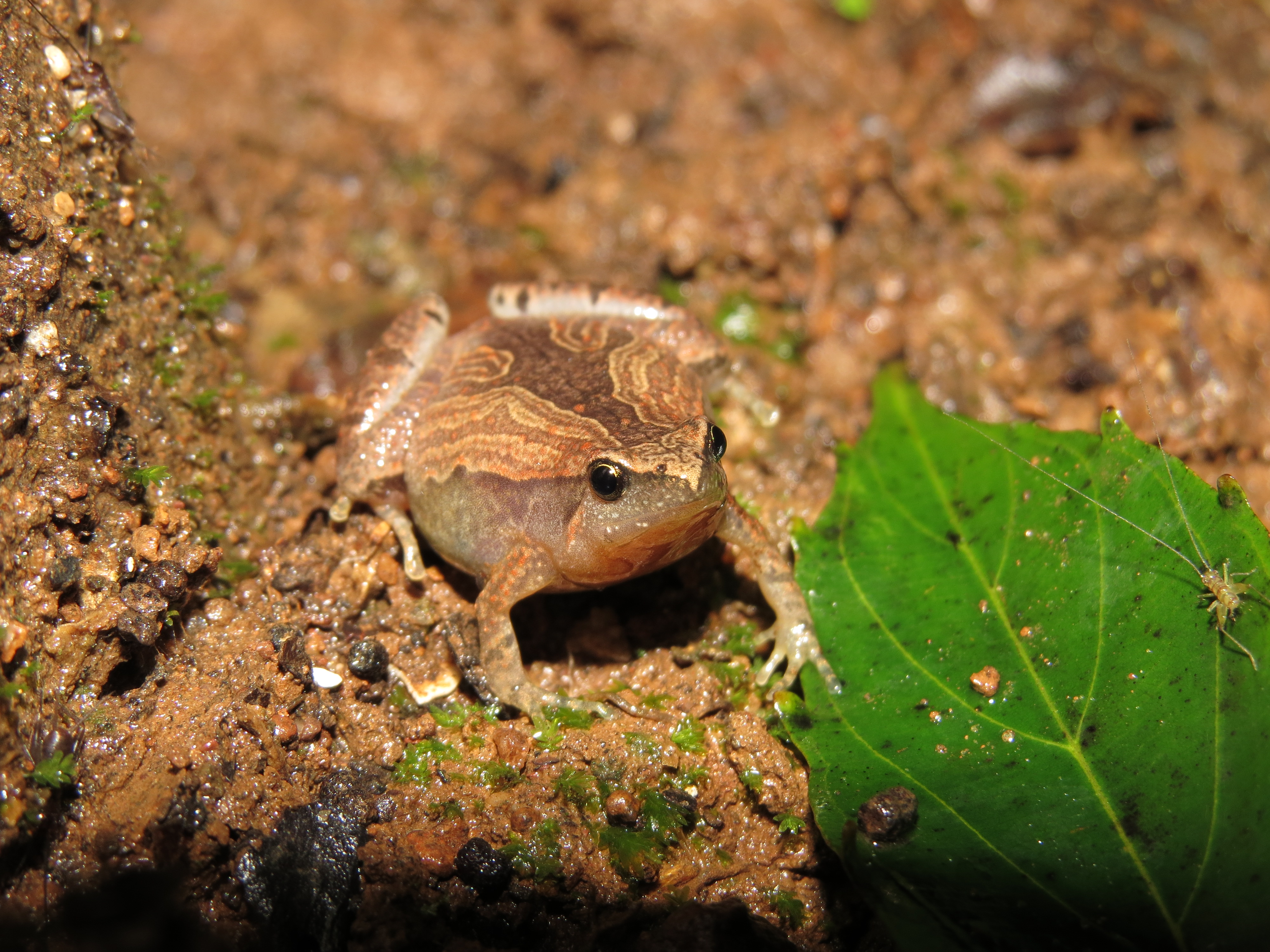
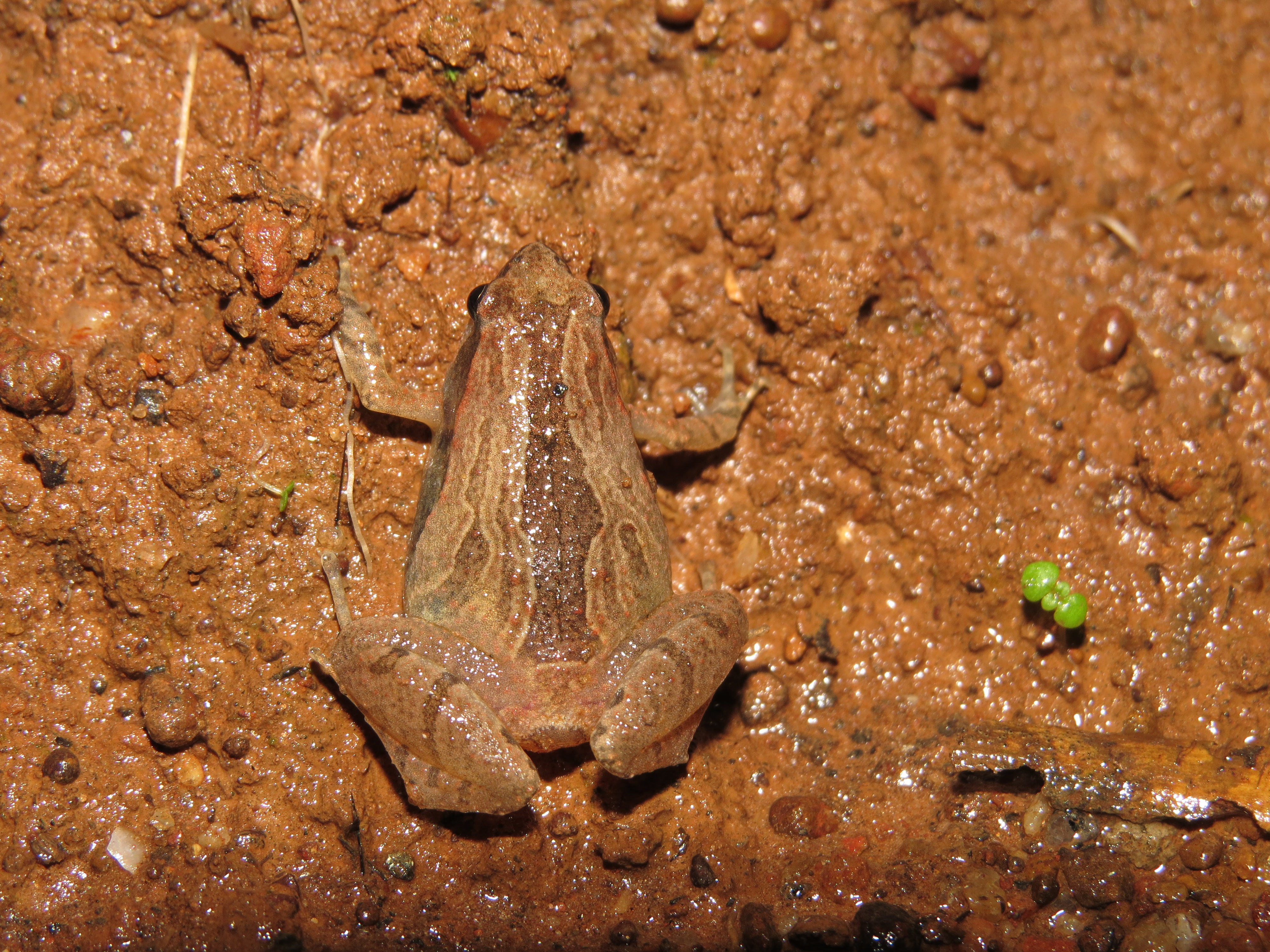